# Польське агентство з нагляду за аудитом
Польське агентство з нагляду за аудитом (пол. Polska Agencja Nadzoru Audytowego), (PANA) – виконавчий орган, який підпорядкований міністру фінансів. Він здійснює нагляд за державними аудиторами.
Його створено на підставі Закону від 11 травня 2017 року «Про аудиторів, аудиторські фірми та державний нагляд», який визначає його структуру, джерела фінансування, повноваження та завдання. PANA почала функціонувати 1 січня 2020 року у зв’язку з реформою нагляду за фінансовою звітністю, проведеною державами-членами Європейського Союзу.